# NGC 7679
NGC 7679 (другие обозначения — PGC 71554, UGC 12618, IRAS23262+0314, MCG 0-59-46, ZWG 380.61, MK 534, VV 329, KUG 2326+032, ARP 216) — линзообразная галактика (SB0) в созвездии Рыбы. Находится на расстоянии около 200 миллионов световых лет от Солнца, что, при известных видимых размерах соответствует линейным размерам 60 тысяч световых лет. Открыта Генрихом д'Арре 23 сентября 1864 года. Этот объект входит в число перечисленных в оригинальной редакции «Нового общего каталога».
Светимость галактики в инфракрасном диапазоне составляет 1011,05L⊙, поэтому объект относят к ярким инфракрасным галактикам. 
Галактика обладает активным ядром и классифицируется как сейфертовская галактика типа II.
В галактике наблюдается повышенное ультрафиолетовое излучение, и потому её относят к галактикам Маркаряна. Причиной является всплеск звездообразования из-за взаимодействия с соседними галактиками.

## Характеристики
NGC 7679 является линзовидной галактикой с перемычкой, видимой плашмя, она примечательна своей искажённой формой. Также наблюдаются две удлиненных структуры в противоположных направлениях, что может быть результатом приливного взаимодействия с NGC 7682, также видны гладкие внешние рукава. Внутренняя область обладает высокой поверхностной яркостью, в ней наблюдаются многочисленные узлы, также высок темп звездообразования. По оценкам скорость звездообразования составляет 80 масс Солнца в год по данным о светимости в рентгеновском диапазоне, полученной телескопом XMM-Newton, по данным о светимости в линии   H-альфа составляет 21,2 ± 0,2 массы Солнца в год, наблюдения в инфракрасном диапазоне дают оценку темпа звездообразования в 11,35 ± 0,6  массы Солнца в год.
В околоядерной области, вероятно, протекает активное звездообразование, здесь 35% звёзд по оценкам обладают возрастом менее 10 миллионов лет. В оптической и инфракрасной областях доминирует излучение кольца ионизованного газа, являющегося местом образования звёзд.

### Ядро
Ядро NGC 7679 является активным, а саму галактику относят к сейфертовским. Наиболее приемлемая теория источников энергии сейфертовских галактик указывает на аккреционный диск вокруг сверхмассивной чёрной дыры.  как на источник энергии. Считается, что NGC 7469 содержит в центральной части сверхмассивную чёрную дыру с массой 5,9⋅106 (106.77) масс Солнца, если опираться на измеренное значение дисперсии скоростей.
Рентгеновский спектр, полученный на телескопе BeppoSAX, не показывает значительного поглощения выше энергии 2 МэВ, а линия Ka железа почти не видна. Тем не менее, галактика показывает признаки экстинкции света в видимом диапазоне, поскольку не наблюдаются широкие эмиссионные линии. Причинами могут быть наличие пыли или аккреционного диска, создающего рентгеновское излучение, при этом излучение от диска не перекрывается, а излучение от области возникновения широких линий блокируется. Слабое поглощение рентгеновских лучей наряду с присутствием широких линий H-альфа, но нешироких линий H-бета означает, что галактику сложно отнести к какому-то конкретному типу сейфертовских галактик.

## Ближайшие галактики
NGC 7679 образует пару с NGC 7682. NGC 7682 находится на расстоянии 269,7 угловых секунд, что соответствует расстоянию в картинной плоскости 97 кпк. Две галактики соединены мостиком из водорода, это признак тесного сближения в последние 500 миллионов лет. Возможно, взаимодействие галактик и привело к активному звездообразованию в NGC 7679. Более слабая галактика кажется расположенной на восточном рукаве галактики, но на самом деле она является галактикой фона.